# Martin Chrien
Martin Chrien est un footballeur slovaque né le 8 septembre 1995 à Banská Bystrica. Il évolue au poste de milieu de terrain.

## Biographie

### En club
Transféré au Benfica Lisbonne en 2017, il dispute un match en première division en début de saison, avant d'être un joueur de l'équipe B,.

### En équipe nationale
Avec les espoirs, il participe au championnat d'Europe espoirs en 2017. Lors de cette compétition, il joue trois matchs. Il délivre une passe décisive contre la Pologne, puis inscrit un but contre l'Angleterre, et un autre contre la Suède.
Il reçoit sa première sélection avec l'équipe de Slovaquie le 7 juin 2019, en amical contre la Jordanie. Il marque un but lors de cette rencontre.

## Palmarès
- Champion de Tchéquie en 2015 avec le Viktoria Plzeň
- Vice-champion de Tchéquie en 2017 avec le Viktoria Plzeň
- Vice-champion du Portugal en 2018 avec le Benfica Lisbonne